# تحفة الأحباب
تحفة الأحباب هو عمل فارسي تاريخي من تأليف محمد علي كشميري، ويفترض أنه كتب في عام 1642. وهو سيرة مير شمس الدين العراقي ، وهو داعية شيعي مسلم زار كشمير وجلجيت وبلستان في القرنين الخامس عشر والسادس عشر. كان مير شمس الدين العراقي مؤسس الطريقة الصوفية النوربخشية في كشمير. تُرجم العمل إلى اللغة الإنجليزية على يد كاشي ناث بانديت.

## طالع أيضًا
- حديقة الربيع الملكية

## قراءة إضافية
- Rafiqi، A. Q. (1994). "A Critical Assessment of "Tuhfatu'l Ahbab": A Source For The Socio-Economic History Of Kashmir During Sultanate Period". Proceedings of the Indian History Congress. ج. 55: 207–213. ISSN:2249-1937. مؤرشف من الأصل في 2022-04-07.

## روابط خارجية
- تحفة الاحباب على موقع الرخطة [الإنجليزية]. النسخة الكاملة باللغة الأردية.